# Antnäs sanatorium
Antnäs sanatorium, med namnet Hälsan, var ett svenskt sanatorium.
Sanatoriet påbörjade sin verksamhet 1906 och man bedrev vård av TBC-sjuka patienter från huvudsakligen Nederluleå socken ända fram till nedläggningen 1947.
Det var Norrbottens läns första sanatorium och förverkligades som ett led i en försöksverksamhet av Svenska nationalföreningen mot tuberkulos. Sanatoriet finansierades av en donation från Trafik Ab Grängesberg-Oxelösund och ett upprop från Nationalföreningen mot tuberkulos, riktat till byarna Antnäs, Alvik, Långnäs och Ersnäs. Byarna hade valts ut eftersom de var extremt hårt drabbade av tuberkulos och en hygienisk kampanj med olika hälsoråd föregick öppnandet av Hälsan.
Hälsan uppfördes i en byggnad som varit lanthandel åt handlare Jansson, den bevarades senare som hyresfastighet innan den revs 2020.